# Hayat Lambarki
Hayat Lambarki (arabisch حياة لمباركي; * 18. Mai 1988 in Safi) ist eine ehemalige marokkanische Leichtathletin, die sich auf den Hürdenlauf spezialisiert hat. Ihren größten Erfolg feierte sie mit dem Sieg über 400 m Hürden bei den Afrikameisterschaften 2010 in Nairobi.

## Sportliche Laufbahn
Erste internationale Erfahrungen sammelte Hayat Lambarki im Jahr 2005, als sie bei den Jugendweltmeisterschaften in Marrakesch in 61,76 s den achten Platz im 400-Meter-Hürdenlauf belegte und mit der marokkanischen Sprintstaffel (1000 Meter) mit 2:12,85 min ebenfalls auf Rang acht gelangte. Anschließend belegte sie auch bei den Spielen der Frankophonie in Niamey in 62,33 s den achten Platz. Im Jahr darauf schied sie bei den Juniorenweltmeisterschaften in Peking mit 63,54 s in der ersten Runde aus und 2007 gewann sie bei den Juniorenafrikameisterschaften in Ouagadougou in 59,10 s die Silbermedaille über 400 m Hürden und belegte in 14,85 s den vierten Platz im 100-Meter-Hürdenlauf. 2008 belegte sie bei den Afrikameisterschaften in Addis Abeba mit der marokkanischen 4-mal-400-Meter-Staffel in 3:41,54 min den vierten Platz und im Jahr darauf gelangte sie bei den Mittelmeerspielen in Pescara mit 57,75 s auf Rang fünf über 400 m Hürden. Anschließend siegte sie in 58,40 s bei den Spielen der Frankophonie in Beirut und sicherte sich mit der Staffel in 3:37,72 min die Bronzemedaille hinter den Teams aus Kanada und dem Senegal. Nur wenige Tage später siegte sie in 57,27 s bei den Arabischen Meisterschaften in Damaskus im Hürdenlauf sowie in 3:40,58 min in der 4-mal-400-Meter-Staffel. Zudem gewann sie mit der 4-mal-100-Meter-Staffel in 47,98 s die Silbermedaille hinter dem irakischen Team. 2010 siegte sie in 55,96 s bei den Afrikameisterschaften in Nairobi und belegte anschließend beim IAAF-Continentalcup in Split in 59,03 s den siebten Platz über 400 m Hürden.
2011 schied sie bei den Militärweltspielen in Rio de Janeiro im Halbfinale im 400-Meter-Lauf aus und kam im Vorlauf über 100 m Hürden nicht ins Ziel. Im Oktober siegte sie in 58,11 s über 400 m Hürden bei den Arabischen Meisterschaften in al-Ain und sicherte sich in beiden Staffelbewerben die Goldmedaille. Anschließend siegte sie in 56,72 s bei den Panarabischen Spielen in Doha im Hürdenlauf sowie in 46,16 s und 3:38,64 min ebenfalls in beiden Staffelbewerben. Im Jahr darauf gewann sie bei den Afrikameisterschaften in Porto-Novo in 55,41 s die Silbermedaille hinter der Nigerianerin Muizat Ajoke Odumosu und anschließend schied sie bei den Olympischen Sommerspielen in London mit 56,18 s im Halbfinale aus. 2013 siegte sie in 57,79 s bei den Arabischen Meisterschaften in Doha über die Hürden sowie in beiden Staffelbewerben und anschließend siegte sie in 55,27 s bei den Mittelmeerspielen in Mersin über 400 m Hürden und wurde mit der 4-mal-400-Meter-Staffel disqualifiziert. Daraufhin schied sie bei den Weltmeisterschaften in Moskau mit 58,00 s in der ersten Runde aus und siegte dann in 57,22 s bei den Spielen der Frankophonie in Nizza und belegte dort in 3:37,48 min den vierten Platz mit der 4-mal-400-Meter-Staffel. Zum Saisonabschluss siegte sie in 57,92 s bei den Islamic Solidarity Games in Palembang. Im Jahr darauf belegte sie bei den Afrikameisterschaften in Marrakesch in 55,93 s den vierten Platz und 2015 gewann sie bei den Arabischen Meisterschaften in Manama in 57,05 s die Bronzemedaille hinter ihrer Landsfrau Lamiae Lhabz und Kemi Adekoya aus Bahrain. Anschließend schied sie bei den Weltmeisterschaften in Peking mit 58,05 s in der ersten Runde aus. Im Jahr darauf kam sie bei den Olympischen Sommerspielen in Rio de Janeiro mit 60,83 s nicht über den Vorlauf hinaus und 2017 belegte sie bei den Islamic Solidarity Games in Baku in 58,77 s den sechsten Platz und wurde mit der 4-mal-100-Meter-Staffel disqualifiziert. In den folgenden Jahren bestritt sie nur noch vereinzelt Wettkämpfe und beendete dann 2021 ihre aktive sportliche Karriere im Alter von 31 Jahren.
In den Jahren 2006, 2014 und 2015 wurde Lambarki marokkanische Meisterin im 400-Meter-Hürdenlauf sowie 2006 auch über 200 Meter und 2012 über 400 Meter.

## Persönliche Bestleistungen
- 200 Meter: 24,66 s, 4. Juli 2008 in Longeville
- 400 Meter: 53,81 s, 16. Juni 2012 in Fès
- 100 m Hürden: 14,83 s (+0,6 m/s), 16. Juli 2006 in Rabat
- 400 m Hürden: 55,27 s, 27. Juni 2013 in Mersin